# Homeovestit

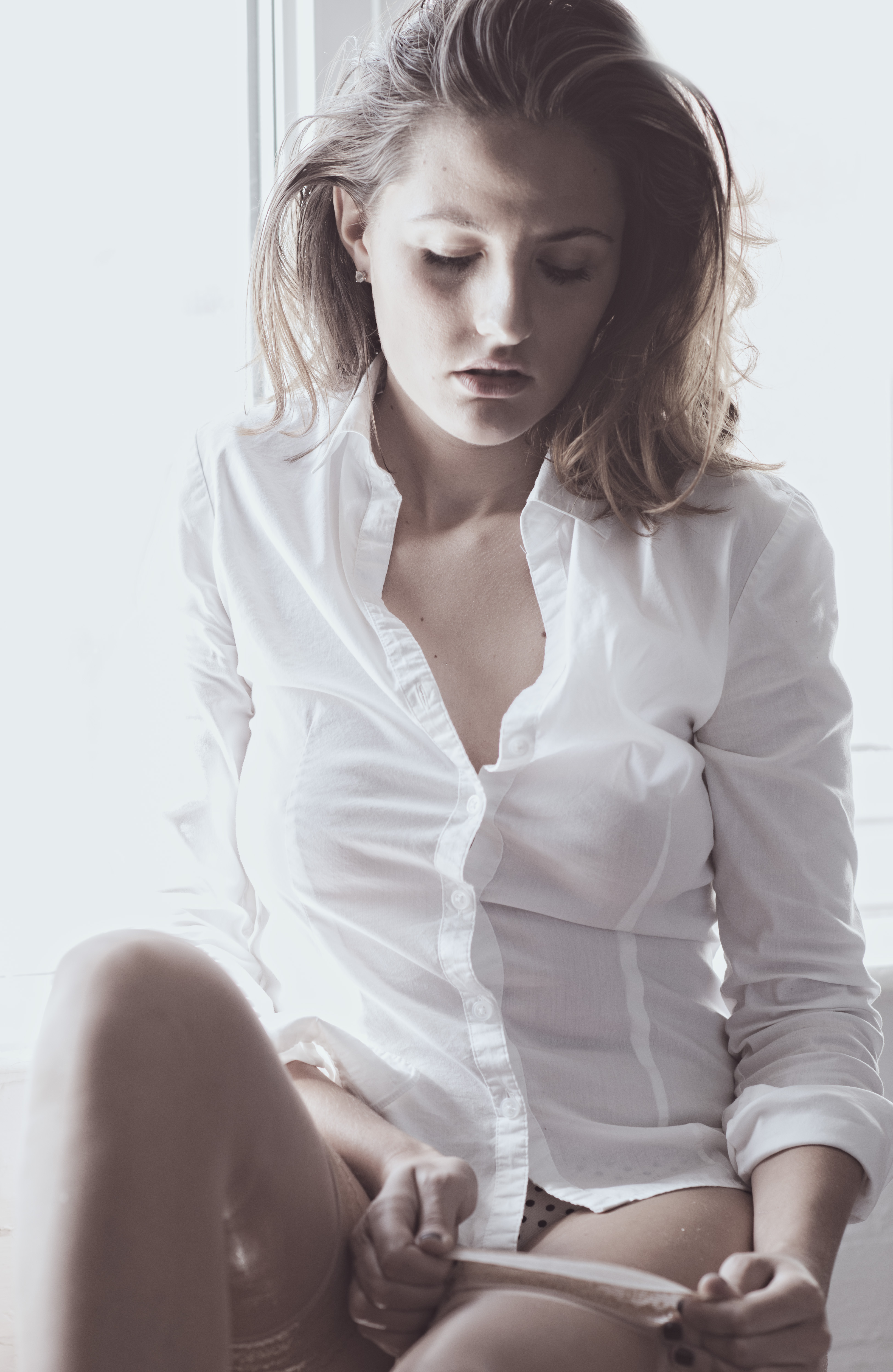
Homovestit.

Homovestit (homeovestit) är en man eller kvinna som har behov av att klä sig och agera som det egna könet på ett ofta iögonfallande och utstuderat sätt. Det är en böjelse som har nära anknytning till transvestism och fetischism.
Klädseln hos en homovestit har vissa särdrag. Mannens kläder är hypermaskulina och kvinnan är klädd och sminkad på ett överdrivet kvinnligt sätt. De upplever sig som pojkar respektive flickor som, omedvetet, har ett homoerotiskt förhållande till den man och kvinna vilka de klätt sig till.
Homovestism beskrevs av psykoanalytikern Georges Zavitzianos 1972 och har omnämnts av bland annat psykoanalytikern Louise Kaplan i hennes bok Female Perversions (1991).